# Joannes Lambertz
Joannes Cornelis Martinus Lambertz (Hoogstraten, 8 februari 1785 - Tildonk, 12 mei 1869) was een Belgisch priester van de Rooms-Katholieke Kerk die bekend stond als pastoor van Tildonk. Op 30 april 1818 stichtte hij de congregatie der Ursulinen welke bij zijn dood 40 kloosters telde waarvan hij de algemeen overste was.

## Levensloop

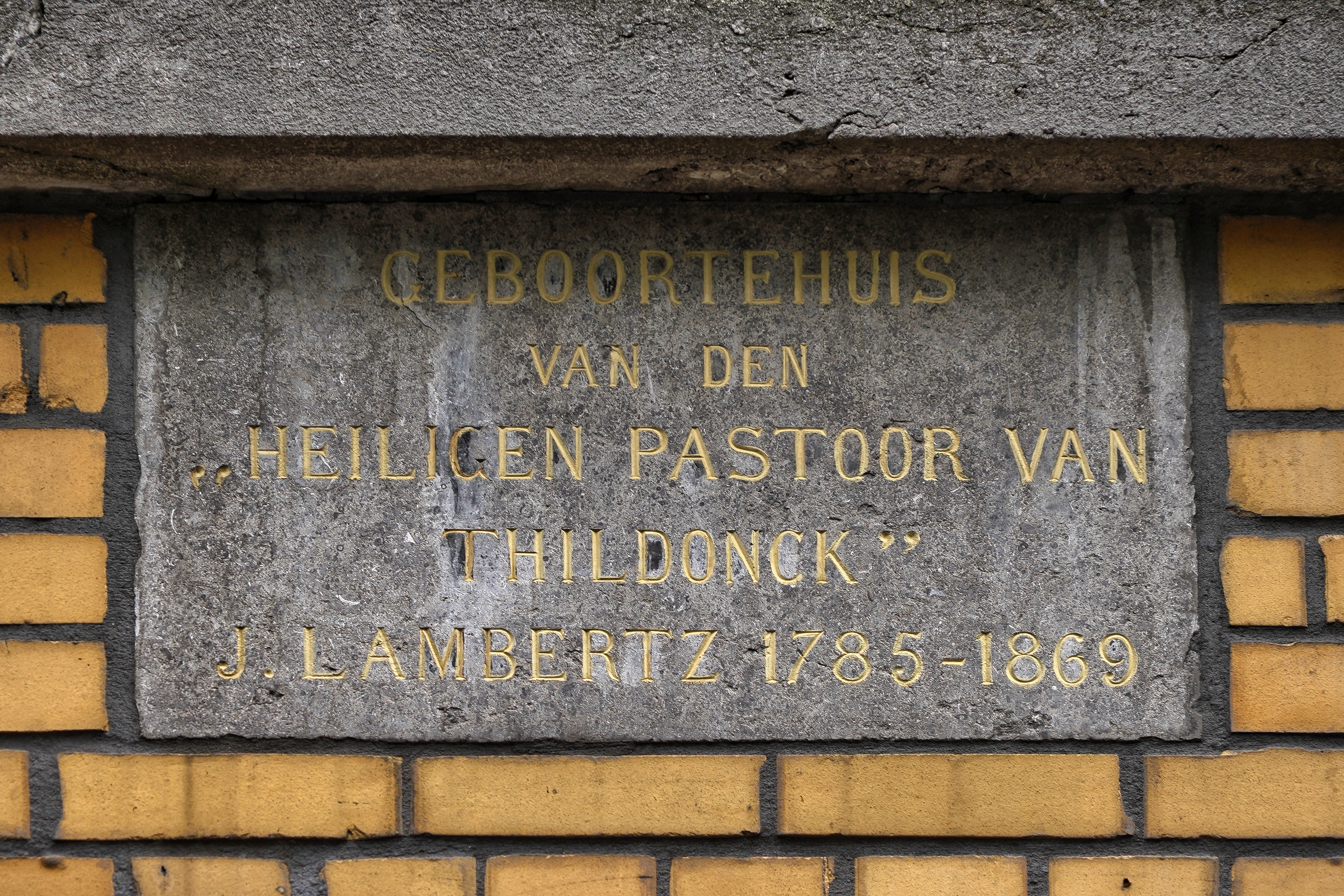
Herdenkingsplaat geboortehuis pastoor van Tildonk

Zijn vader Adrianus Franciscus Lambertz was gemeentesecretaris in Rijkevorsel. Een gevelsteen in zijn geboortehuis in Hoogstraten, Vrijheid 133-135, vermeldt: Geboortehuis van den Heiligen Pastoor van Tildonk - J. Lambertz - 1785-1869. Lambertz studeerde in het college te Turnhout door tussenkomst van een rijke oom. Na deze studies ging hij naar het Groot Seminarie van Mechelen. Op 14 maart 1812 werd hij tot priester gewijd door Jan van Velde, rustend bisschop van Roermond. Dezelfde week nog werd hij benoemd tot kapelaan van Tildonk, een dorp met toen 700 zielen.

## Onderwijscongregatie

### Franse Revolutie ontvolkt de kloosters
De Ursulinen bestonden al sinds 1535 maar door het antiklerikaal klimaat in de periode van de Franse Revolutie kwamen kloosters sterk onder druk te staan. Veel kloosters werden ontvolkt. Toen Napoleon in 1815 verslagen werd, was er een opflakkering van de katholieke instellingen. Er werden verschillende initiatieven genomen om het volk weer het katholieke geloof bij te brengen. Zo is het verhaal van de Zusters der Christelijke Scholen van Vorselaar en de Reguliere Kanunnikessen van het Heilig Graf gelijkaardig aan dat van de heropleving van de ursulinen. De onderdrukking van het katholieke geloof door de Fransen had een tegenreactie teweeg gebracht dat getemperd werd door koning Willem I der Nederlanden. Hij wilde een onderwijs van gediplomeerde onderwijzers terwijl de katholieke geestelijken terug naar de oude tijd wilden en vooral religieus onderricht belangrijk vonden. 

### Stichting onderwijscongregatie ursulinen in Tildonk
Na de Franse Revolutie werd de orde van de ursulinen nieuw leven ingeblazen door pastoor Lambertz die in 1818 een deel van zijn pastorie omvormde tot dorpsschool. Hij engageerde drie 'godvruchtige meisjes' als lerares. Het waren zijn eigen pastoorsmeid, Maria van Ackerbroeck uit Merksplas, Anna van Graenderbeek en Catharina van den Schrieck uit Tildonk. Dat de juffrouwen zelf weinig scholing genoten hadden, was minder belangrijk dan hun godvruchtig enthousiasme. Hij gaf hen een voorlopige leefregel met tijdelijke geloften als Dochters van de H. Ursula. Dit was het begin van "Het Tildonks Sticht" dat in 1818-1832 de voorloper was van het latere ursulinenklooster. De statuten van het sticht werden op 14 mei 1822 officieel bekrachtigd door aartsbisschop de Méan. Uit deze kleine gemeenschap van eenvoudige mensen groeide de congregatie van de ursulinen van Tildonk die een aangepaste versie van de constituties van de Ursulinen van Bordeaux aannam. Op 1 mei 1832 werd de congregatie officieel door de Belgische kerkelijke overheid erkend. Nu men van de Nederlandse koning af was, kon men voluit gaan in het herstel van de katholieke instellingen. Enkele dagen later werden er al zusters gestuurd naar Hoogstraten om daar een tweede school te openen.

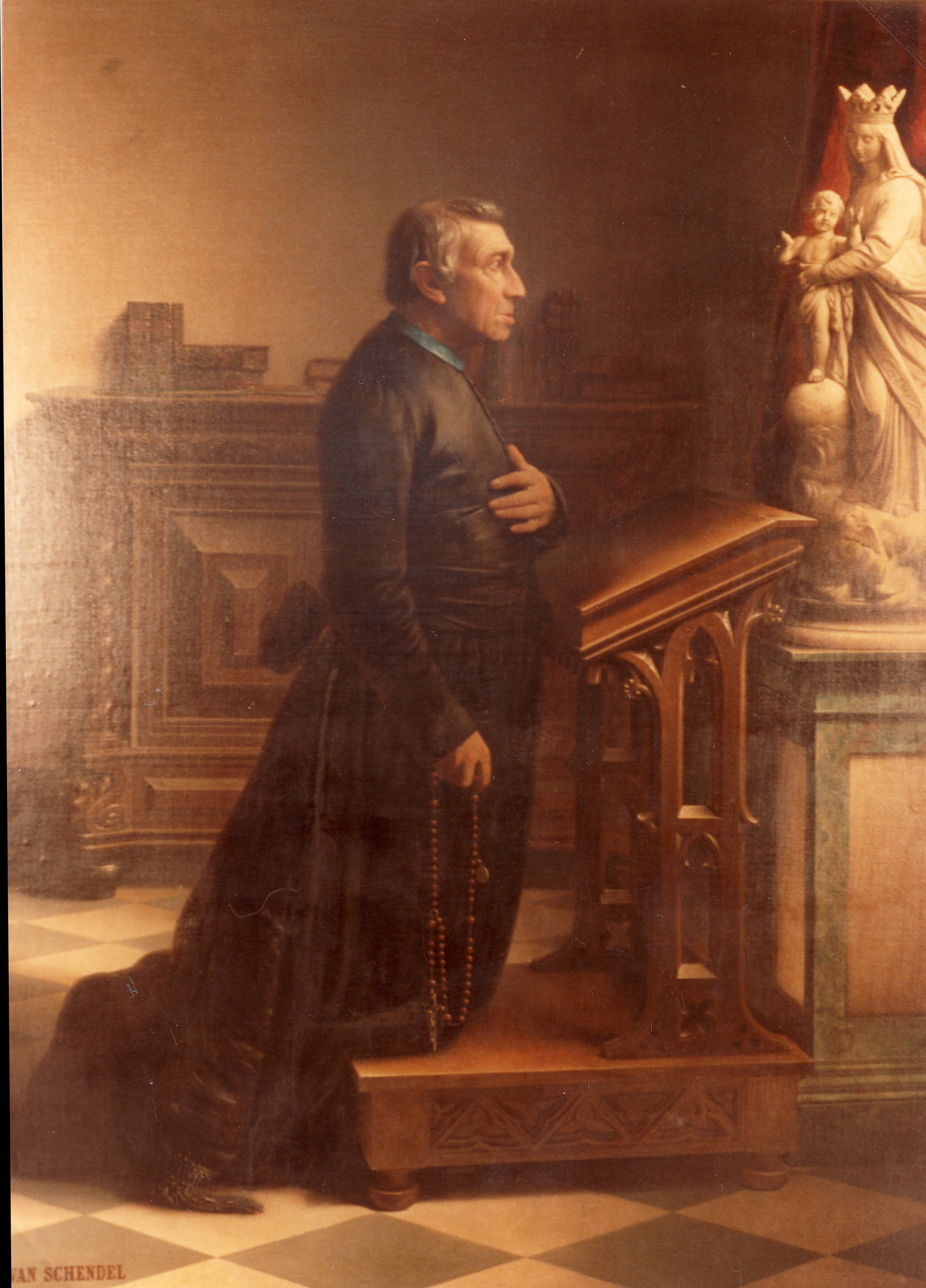
Schilderij van Joannes Lambertz door Petrus Van Schendel - collectie Congregatie der Ursulinen van Tildonk

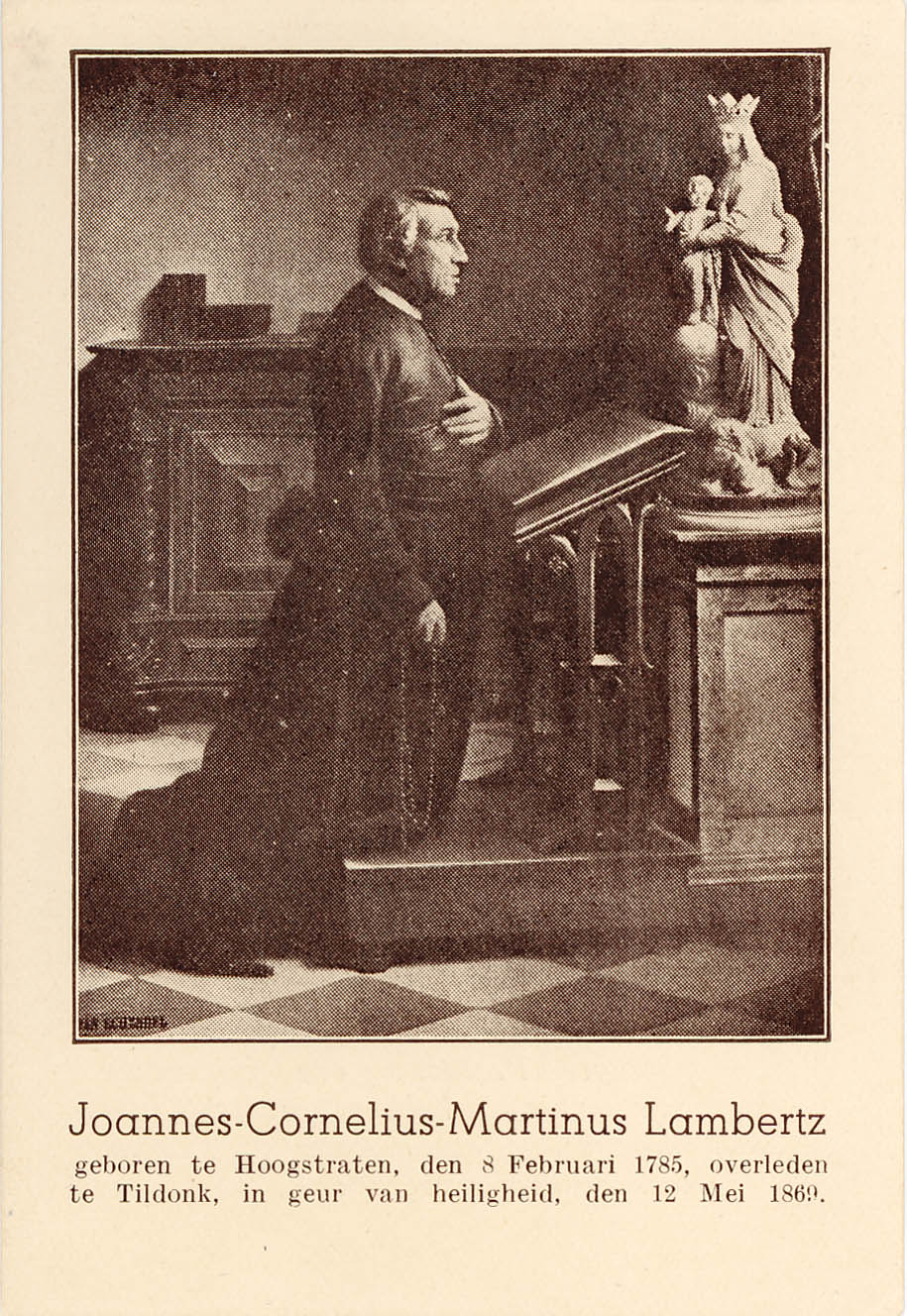
Gebedsprent van Joannes Lambertz - collectie Stedelijk Museum Hoogstraten

### Eerste bijhuis van de congregatie in Hoogstraten
Reeds in 1829 uitte Lambertz al de wens om een bijhuis in zijn geboortedorp Hoogstraten te openen. J.E. Cauwenbergh, pastoor te Hoogstraten, kocht hiervoor op 12 juni 1829 de gebouwen van het "Spijker" dat in de 17e eeuw tot klooster der minderbroeders was ingericht. Zij verzorgden tot in de 18de eeuw de lessen in de plaatselijke Latijnse school. Zoals ook met de ursulinen gebeurd was, werd dit klooster in 1797 door de Fransen gesloten. P. Van Echelpoel, de laatst overgebleven minderbroeder, werd door aartsbisschop Sterckx tot eerste aalmoezenier van de congregatie te Hoogstraten benoemd.
De Belgische revolutie van 1830 was aanvankelijk nadelig voor de stichting van pastoor Lambertz. Het pensionaat in Tildonk telde op dat ogenblik 130 leerlingen en ook het externaat was een succes zodat een vermeerdering van 16 tot 20 onderwijzeressen aan de orde was. De stichting te Hoogstraten had een moeilijke start, maar op 1 mei 1832 werd mère Seraphine Vicca als overste aangesteld, en  met haar nog twee andere zusters voor het nieuwe klooster. Ze trokken in het klooster van de minderbroeders dat dertig jaar onbewoond was gebleven.
Bij de dood van pastoor Lambertz in 1869 waren er vanuit Tildonk drieënveertig autonome huizen van ursulinen gesticht.

### Stopzetting moederhuis Ursulinen in Tildonk in 2006
Eind 2006 verlieten de laatste acht zusters van het klooster in Tildonk (Haacht) het moederhuis van de Belgische ursulinen. Enkele gingen wonen in een huis naast de kerk, de andere in het klooster in Scherpenheuvel-Zichem en WZC in Melsbroek. In 2019 verhuisde ook de laatste zuster van Tildonk naar Melsbroek. In 2011 schonken de ursulinen van Tildonk hun kloostergebouw met kerk, grond en aanhorigheden aan "V.z.w. Groep KVLV".

## Poging tot zaligverklaring leidde niet tot succes
Er liep een proces tot zaligverklaring tot 2019, maar het ontbrak aan een duidelijk wonder dat aan de priester kon toegeschreven worden. Het schrijn met het hart van pastoor Lambertz werd al die tijd bewaard in het klooster van Tildonk. Uiteindelijk werd het hart van pastoor Lambertz op 16 mei 2019 plechtig begraven op het oude kerkhof van Tildonk. Dit is exact 150 jaar na zijn overlijden. 
De Congregatie van de Ursulinen van Tildonk heeft hiermee de intentie tot zaligmaking van hun stichter verlaten.